# Ndongo N'Diaye
Ndongo N'Diaye (Dakar, 13 aprile 1977) è un ex cestista senegalese.

## Carriera
Con il Senegal ha disputato i Campionati africani del 2001 e i Campionati mondiali del 2006.